# イマノル・アリノルドキ
イマノル・アリノルドキ（Imanol Harinordoquy、1980年2月20日 - ）は、フランス、バイヨンヌ出身のラグビー選手。テニス、柔道、水泳、サッカーなどをやった後、15歳でラグビーを始める。フランカーあるいはナンバーエイトとして、ビアリッツ・オランピックおよびフランス代表でプレーしている。

## 人物
フランス領バスクのサン＝ジャン＝ピエ＝ド＝ポル（Saint-Jean-Pied-de-Port）で育つが、教育を受けるために町を出てポーのラグビーチーム、セクション・パロワズに入る。そこでダミアン・トライユと知り合う。アリノルドキはバスク人としてのルーツを誇りにしており、自分が育ったチームであり2005-2006年度のフランス四部リーグチャンピオンであるUS Naffaroa（US Garaziの後身）を支援している。
2006年度シーズンには、セルジュ・ベッツェン、ティエリー・デュソトワール、トマ・リエーヴルモンとともにビアリッツ・オランピックで攻撃的な第三列を構成している。このメンバー構成は2006年6月の南アフリカとのテストマッチで試された。
アリノルドキは2002年のシックスネイションズでスタメンに選ばれると、パトリック・タバコをベンチに追いやった。そうして得た評判と持ち前の闊達な性格から、ラグビーワールドカップ2003の時にはチームの副キャプテン的な存在となり、多くのメディアに取り上げられた（カンタス航空のキャンペーン用の広告にも採用された）。同大会において、アリノルドキはオリヴィエ・マーニュやセルジュ・ベッツェンとともに高いレベルの三列を構成しフランス代表に貢献した。
この大会の終わりごろに調子を落とし、セバスチャン・シャバルやジュリアン・ボネール、ついには所属チームの同僚でありキャプテンでもあるトマ・リエーヴルモンにポストを譲ることとなった。2005-2006年シーズンの後半に良いプレーをすることが出来たのを幸いに代表に返り咲き、ルーマニア戦や南アフリカ戦に参加し、勝利をおさめている。

## キャリア

### クラブ
- 1995-1999 US Garazi
- 1999-2004 セクション・パロワズ（ポー）
- 2004-2014 ビアリッツ・オランピック（ビアリッツ）
- 2014-2016 スタッド・トゥールーザン (トゥールーズ)

### フランス代表
2002年2月16日のウェールズ戦で初セレクション。

## タイトル

### クラブ
- Top14優勝 ： 2005、2006。
- 欧州チャレンジカップ優勝 ： 2012。
- ハイネケンカップ優勝　：

### フランス代表
- 82セレクション。
- 13トライ、65得点。
- 年ごとのセレクション : 9(2002)、14(2003)、7(2004)、1(2005)、2(2006)、12(2007)、5(2008)、6(2009)、7(2010)、13(2011)、5(2012)。
- シックス・ネイションズ
  - グランドスラム ： 2002,2004,2010。
  - 優勝 ： 2002,2004,2007,2010。
- フランスA代表 ： 2セレクション、3トライ（2006年、アイルランドA代表、イタリアA代表）。
- フランス-21代表 ： オーストラリアで行われたワールドカップに出場。

### ワールドカップ
- 2003年 : 4セレクション（フィジー, スコットランド, アイルランド, イングランド）。
- 2007年 : 5セレクション（アルゼンチン、ナミビア、ニュージーランド、イングランド、アルゼンチン（三位決定戦））。